# Ацујоши Фурута
Ацујоши Фурута (јап. 古田 篤良; Хирошима, 27. октобар 1952) бивши је јапански фудбалер.

## Каријера
Током каријере је играо за Мазда.

## Репрезентација
За репрезентацију Јапана дебитовао је 1971. године. За тај тим је одиграо 32 утакмице.

## Статистика
| Јапан  | Јапан   | Јапан  |
| Година | Наступи | Голови |
| ------ | ------- | ------ |
| 1971.  | 1       | 0      |
| 1972.  | 4       | 0      |
| 1973.  | 3       | 0      |
| 1974.  | 5       | 0      |
| 1975.  | 11      | 0      |
| 1976.  | 2       | 0      |
| 1977.  | 0       | 0      |
| 1978.  | 6       | 0      |
| Укупно | 32      | 0      |